# Shahrestān-e Mehrestān
Shahrestān-e Mehrestān (persiska: شهرستان مهرستان, مهرستان, شهرستان زابلی, زابلی) är en delprovins (shahrestan) i Iran.   Den ligger i provinsen Sistan och Baluchistan, i den sydöstra delen av landet, 1 400 km sydost om huvudstaden Teheran.
Delprovinsen hade 70 579 invånare 2016.